# Jason Lyon
Jason Lyon, född 24 maj 1986, är en kanadensisk bågskytt. Han deltog vid olympiska sommarspelen 2008.